# Tingena nycteris
Tingena nycteris är en fjärilsart som först beskrevs av Edward Meyrick 1890.  Tingena nycteris ingår i släktet Tingena och familjen praktmalar. Inga underarter finns listade i Catalogue of Life.